# Coakley Cay
Coakley Cay ist eine etwa 140 ha große Insel in der Exuma-Inselgruppe der Bahamas. Die Insel ist in Privatbesitz. Sie wurde um 1700 ursprünglich William Lockhart of Baronald, Schottland, übertragen. Seine Erben leben heute in den Bahamas und den Vereinigten Staaten.

## Lage
Coakley Cay ist eine der größten Privatinseln in den Exuma Cays (Bahamas) und liegt ca. 24 Kilometer westlich von George Town, Exuma. Die nächstgelegenen Inseln sind Duck Cay in 3,9 km und Bowe Cay in 5,4 km Entfernung. Der nächstgelegene Flughafen ist in 19 km Entfernung der Exuma International Airport, der sich in George Town auf Exuma befindet. Von dort werden Flüge nach Nassau, Miami, Atlanta, Fort Lauderdale und Toronto angeboten.
Die höchste Erhebung auf der Insel beträgt ca. 14 m. Mit zwei Seen gibt es Feuchtgebiete auf der Insel.

## Vegetation
Coakley Cay ist, wie der Name „Cay“ schon sagt, eine Koralleninsel mit Sandablagerungen. Die Insel ist stark bewachsen. An der Ostseite der Insel befindet sich ein 500 m langer weißer Sandstrand.

## Geschichte
Coakley Cay wurde um 1700 ursprünglich William Lockhart of Baronald, Schottland, übertragen. Ende der 1960er Jahre wurde sein Nachfahre Captain Victor George Lockhart rechtmäßiger Besitzer dieser Privatinsel. Captain Lockhart war einer der ersten, die als Erben der Loyalists to the King of England das Landeigentum gefordert und auch tatsächlich erhalten hatten. Captain Lockhart starb 2008 im Alter von 99 Jahren. Er war einer der Gründungsmitglieder der Progressive Liberal Party (PLP) der Bahamas und er setzte sich stark für die Interessen der bahamaischen Inselbesitzer und Bevölkerung ein.
Heute ist die Bahamainsel im Besitz seiner Erben. Zeitweise wurden über 25 Millionen Dollar für den Kauf der Insel geboten, doch sie blieb in Familienbesitz.